# Нандор Мајор
Нандор Мајор (мађ. Major Nándor; Врбас, 13. јун 1931 – Нови Сад, 21. новембар 2022) био је књижевник, публициста и друштвено-политички радник СФР Југославије, СР Србије и САП Војводине. Био је председник Председништва САП Војводине у два наврата.

## Биографија
Нандор Мајор рођен је 13. јуна 1931. године у Врбасу. Завршио је вишу педагошку школу у Новом Саду. Радио је у Новинском издавачком предузећу „Форум“ у Новом Саду као књижевник.
Од 1950. године радио је у недељном листу Ifjúsád. Главни уредник часписа Híd био је од 1957. до 1962. године, а касније је био уредник и новинар дневног листа Maggyar Szó.
Био је председник Општинске конференције Социјалистичког савеза радног народа Србије Нови Сад и члан Централног комитета Савеза комуниста Југославије.
Функцију председника Председништва САП Војводине обављао је двапут, и то од 4. маја 1984. до 7. маја 1985. и од маја 1988. до октобра исте године, када је после тзв. „јогурт револуције“ поднео оставку.